# Navicat
Navicat es un administrador gráfico de base de datos y un software de desarrollo producido por PremiumSoft CyberTech Ltd. para MySQL, MariaDB, Oracle, SQLite, PostgreSQL y Microsoft SQL Server. Cuenta con un Explorador como interfaz gráfica de usuario soportando múltiples conexiones para bases de datos locales y remotas. Su diseño está pensado para satisfacer las diferentes necesidades de un amplio sector del público; desde administradores y programadores de bases de datos a diferentes empresas que dan soporte y o comparten información con clientes o socios.

## Historia
La primera versión de Navicat fue desarrollada en 2001. El objetivo principal de la versión inicial era simplificar la gestión de instalación de MySQL. En 2008, Navicat for MySQL fue galardonado con el Hong Kong ICT 2008 Premio del Año, Mejor Gran Premio de Negocios y Mejor Negocio (producto) Gold Award.

## Plataformas e Idiomas
Navicat es una herramienta multiplataforma que funciona con Microsoft Windows, Mac OS X y Linux Tras su compra, los usuarios pueden seleccionar el idioma a convenir para el uso del software. Once son los idiomas disponibles: Inglés, francés, alemán, español, japonés, polaco, ruso, portugués, coreano, chino simplificado y chino tradicional.

## Desarrollo

### Navicat for MySQL
Fue lanzado oficialmente en marzo de 2002, la versión para Windows de Navicat for MySQL se convirtió en el primer producto ofrecido al público por PremiumSoft. Posteriormente, la compañía lanzó dos versiones adicionales de Navicat for MySQL con el sistema operativo para Mac OS X y Linux, en junio y octubre de 2003 respectivamente. Y en noviembre de 2013, añadió el soporte para MariaDB.

### Navicat for PostgreSQL
PremiumSoft siguió ampliando su serie Navicat creando Navicat for PostgreSQL para Windows en octubre de 2005 y posteriormente para Mac OS X en junio de 2006. La versión para Linux de Navicat for PostgreSQL fue publicada 3 años más tarde, en agosto de 2009.

### Navicat for Oracle
En agosto de 2008, Navicat decidió ir todavía más allá con su línea de productos y diversificó su actividad dentro de la comunidad Oracle creando Navicat for Oracle para Windows y Mac. En agosto del año siguiente, hicieron un seguimiento con una versión para la plataforma Linux. La versión para Oracle de Navicat, soporta la gran mayoría de sus últimas características, incluyendo objetos como Directorios, Tablas, Sinónimo, Vistas materializadas, Disparadores (Trigger), Secuencias, Tipo, etc.

### Navicat for SQLite
Navicat for SQLite fue lanzado en abril de 2009 para Windows y Mac OS X de forma simultánea y dos meses más tarde, en junio, la versión para Linux.
En abril de 2010, Navicat Premium incluyó Navicat for SQLite a partir de la versión 9 para ampliar la capacidad de uso de Navicat Premium.

### Navicat Premium
En 2009, PremiumSoft lanzó al mercado Navicat Premium. Una serie de software Navicat que combina todas las versiones anteriores de Navicat en una sola versión, pudiéndose conectar a diferentes tipos de bases de datos de forma simultánea, incluyendo MySQL, Oracle, PostgreSQL. Permitiendo a los usuarios poder hacer la migración de datos entre bases de datos cruzadas. Versión Navicat Premium también admite la administración de plataformas cruzadas, utilizando Windows, Mac OS X y Linux. En abril de 2010 , la versión 9 de Navicat Premium fue publicada, añadiéndose a la conectividad de base de datos SQLite para Navicat Premium, permitiendo, de esta manera, que Navicat Premium pueda conectarse a MySQL, Oracle, PostgreSQL y SQLite en una misma aplicación. En noviembre de 2010, se añadió el soporte para Microsoft SQL Server. En enero de 2011, se incluyó SQL Azure. Y ya en noviembre de 2013, se añadió el soporte de apoyo para MariaDB.

### Navicat for SQL Server
Navicat for SQL Server fue lanzado en noviembre de 2010 para Windows y Mac OS X. También fue incluida en la versión Premim de Navicat la versión para el servidor SQL. Y en enero de 2011, se añadió el soporte para SQL Azure.

### Navicat Essentials
Navicat Essentials fue lanzado oficialmente en noviembre de 2011. Esta es una versión simple de Navicat para un uso comercial. Las ediciones Essentials de Navicat carecen de varias características que se encuentran en las ediciones Standard y Enterprise, como las Vistas de Formulario, Filtro de Registros, la Construcción Visual de Consultas, el Modelado de Datos y las opciones para la Importación – Exportación, la Copia de Seguridad de Datos, etc.

### Navicat Data Modeler
La versión Navicat Data Modeler de Windows, fue estrenada oficialmente en marzo de 2012. Y las versiones para Mac OS X y Linux se publicaron, respectivamente, en mayo de 2012 y junio de 2012. Este es un producto independiente para aquellos desarrolladores que crean modelos de datos para bases de datos MySQL, SQL Server, Oracle, PostgreSQL y SQLite. Navicat Data Modeler permitiendo a los usuarios visualizar las estructuras de diseño de las bases de datos, los procesos de Ingeniera Inversa o Avanzada, las estructuras de tablas importadas procedentes de fuentes de datos ODBC, generar archivos de SQL y modelos de impresión para archivos, etc.

### Navicat for MariaDB
MariaDB es la última en ser añadida a la lista de base de datos que soporta Navicat. La nueva línea de producto, llamada Navicat for MariaDB , fue lanzada en noviembre de 2013 para Windows , Mac OS X y Linux. Proporciona un entorno nativo para la gestión de bases de datos MariaDB y soporta las características adicionales, como los nuevos motores de almacenamiento, microsegundo y las columnas virtuales. También se incluyó la versión para MariaDB en Navicat Premium y en Navicat for MySQL.

## Características
Las características de Navicat incluyen:
- Visualizador del Generador de Consultas
- Túnel SSH y HTTP[2]
- Migración y Sincronización de Datos y de Estructuras[15]
- Importación y Exportación y copia de seguridad de datos[16]
- Generador de Informes
- Programador de tareas y herramientas para asistentes

Existen diferencias en las características según a que sistema operativo se dirige.
Navicat también soporta horquillas de MySQL, como Drizzle, OurDelta y Percona.

## Historial de Versiones
| Versión | Plataformas & Fechas de lanzamiento                                                      | Plataformas & Fechas de lanzamiento                                                      | Plataformas & Fechas de lanzamiento                                                      | Plataformas & Fechas de lanzamiento                                                      | Plataformas & Fechas de lanzamiento                                            | Plataformas & Fechas de lanzamiento                                                   | Plataformas & Fechas de lanzamiento                                                      | Características a destacar |
| Versión | MySQL                                                                                    | PostgreSQL                                                                               | Oracle                                                                                   | SQLite                                                                                   | SQL Server                                                                     | MariaDB                                                                               | Premium                                                                                  | Características a destacar |
| ------- | ---------------------------------------------------------------------------------------- | ---------------------------------------------------------------------------------------- | ---------------------------------------------------------------------------------------- | ---------------------------------------------------------------------------------------- | ------------------------------------------------------------------------------ | ------------------------------------------------------------------------------------- | ---------------------------------------------------------------------------------------- | --- |
| 4.x     | - Windows: marzo de 2002 - Mac OS X: junio de 2003 - Linux: No publicado                 | No Disp.                                                                                 | No Disp.                                                                                 | No Disp.                                                                                 | No Disp.                                                                       | No Disp.                                                                              | No Disp.                                                                                 | - Analizar, repasar y reparar tablas - Administrador Visual para la gestión de usuarios y sus privilegios - Programar copias de seguridad - Importar y Exportar datos desde MS Excel y MS Access                                        |
| 5.x     | - Windows: enero de 2003 - Mac OS X: enero de 2004 - Linux: septiembre de 2004           | No Disp.                                                                                 | No Disp.                                                                                 | No Disp.                                                                                 | No Disp.                                                                       | No Disp.                                                                              | No Disp.                                                                                 | - Copia de seguridad de bases de datos y scripts de SQL - Ejecutar scripts SQL - Múltiples editores de SQL con sintaxy resaltada |
| 6.x     | - Windows: abril de 2004 - Mac OS X: noviembre de 2005 - Linux: octubre de 2005          | - Mac OS X: junio de 2006                                                                | No Disp.                                                                                 | No Disp.                                                                                 | No Disp.                                                                       | No Disp.                                                                              | No Disp.                                                                                 | - Importar datos desde ODBC - Conexión al Servidor MySQL mediante SSH - con capacidad para establecer programadores en los perfiles |
| 7.x     | - Windows: noviembre de 2005 - Mac OS X: noviembre de 2007                               | - Windows: octubre de 2005 - Mac OS X: diciembre de 2007                                 | - Mac OS X: agosto de 2008                                                               | No Disp.                                                                                 | No Disp.                                                                       | No Disp.                                                                              | No Disp.                                                                                 | - Sincronización de Datos y Estructuras - con capacidad para arrastrar y colocar tablas - Crear consultas de parámetros |
| 8.x     | - Windows: enero de 2008 - Mac OS X: febrero de 2009 - Linux: enero de 2008              | - Windows: enero de 2008 - Mac OS X: abril de 2009 - Linux: agosto de 2009               | - Windows: agosto de 2008 - Mac OS X: abril de 2009 - Linux: agosto de 2009              | No Disp.                                                                                 | No Disp.                                                                       | No Disp.                                                                              | - Windows: junio de 2009 - Mac OS X: junio de 2009 - Linux: agosto de 2009               | - Agrupación Virtual - Server Monitor para cambiar las variables del sistema - con vista del formulario - con vista preliminar del SQL antes de su ejecución                                                                            |
| 9.x     | - Windows: abril de 2010 - Mac OS X: abril de 2010 - Linux: junio de 2010                | - Windows: abril de 2010 - Mac OS X: abril de 2010 - Linux: junio de 2010                | - Windows: abril de 2010 - Mac OS X: abril de 2010 - Linux: junio de 2010                | - Windows: abril de 2010 - Mac OS X: abril de 2010 - Linux: junio de 2010                | - Windows: noviembre de 2010 - Mac OS X: noviembre de 2010 - Linux: No Disp.   | No Disp.                                                                              | - Windows: abril de 2010 - Mac OS X: abril de 2010 - Linux: junio de 2010                | - Historial de Registros - Permite informes con carácter unicode - Importación y exportación de conexiones - Escritura predictiva para los editores de SQL                                                                              |
| 10.0    | - Windows: septiembre de 2011 - Mac OS X: septiembre de 2011 - Linux: septiembre de 2011 | - Windows: septiembre de 2011 - Mac OS X: septiembre de 2011 - Linux: septiembre de 2011 | - Windows: septiembre de 2011 - Mac OS X: septiembre de 2011 - Linux: septiembre de 2011 | - Windows: septiembre de 2011 - Mac OS X: septiembre de 2011 - Linux: septiembre de 2011 | - Windows: septiembre de 2011 - Mac OS X: septiembre de 2011 - Linux: No Disp. | No Disp.                                                                              | - Windows: septiembre de 2011 - Mac OS X: septiembre de 2011 - Linux: septiembre de 2011 | - Modelado de datos - Vista de Diagrama ER - Amplia búsqueda de base de datos - Minify SQL |
| 10.1    | - Windows: junio de 2012 - Mac OS X: junio de 2012 - Linux: junio de 2012                | - Windows: junio de 2012 - Mac OS X: junio de 2012 - Linux: junio de 2012                | - Windows: junio de 2012 - Mac OS X: junio de 2012 - Linux: junio de 2012                | - Windows: junio de 2012 - Mac OS X: junio de 2012 - Linux: junio de 2012                | - Windows: junio de 2012 - Mac OS X: junio de 2012 - Linux: No Disp.           | No Disp.                                                                              | - Windows: junio de 2012 - Mac OS X: junio de 2012 - Linux: junio de 2012                | - Múltiples esquemas en un modelo - Mejor importación desde el Asistente de Base de datos - Mejor sincronización para el Asistente de la Base de datos - Alinear y Distribuir objetos del Diagrama - Búsqueda de Tablas en el Diseñador |
| 11.0    | - Windows: abril de 2013 - Mac OS X: abril de 2013 - Linux: abril de 2013                | - Windows: abril de 2013 - Mac OS X: abril de 2013 - Linux: abril de 2013                | - Windows: abril de 2013 - Mac OS X: abril de 2013 - Linux: abril de 2013                | - Windows: abril de 2013 - Mac OS X: abril de 2013 - Linux: abril de 2013                | - Windows: abril de 2013 - Mac OS X: abril de 2013 - Linux: No Disp.           | - Windows: noviembre de 2013 - Mac OS X: noviembre de 2013 - Linux: noviembre de 2013 | - Windows: abril de 2013 - Mac OS X: abril de 2013 - Linux: abril de 2013                | - Nuevo Administrador de SSH - Conexión al Filtro de Árbol - Buscar y Reemplazar Datos - Buscar Columnas - Mejor Astente para Importar y Exportar - Versión Nativa de 64 bits para Windows y Mac                                        |
| 11.1    | - Windows: enero de 2015 - Mac OS X: enero de 2015 - Linux: enero de 2015                | - Windows: enero de 2015 - Mac OS X: enero de 2015 - Linux: enero de 2015                | - Windows: enero de 2015 - Mac OS X: enero de 2015 - Linux: enero de 2015                | - Windows: enero de 2015 - Mac OS X: enero de 2015 - Linux: enero de 2015                | - Windows: enero de 2015 - Mac OS X: enero de 2015 - Linux: No Disp.           | - Windows: enero de 2015 - Mac OS X: enero de 2015 - Linux: enero de 2015             | - Windows: enero de 2015 - Mac OS X: enero de 2015 - Linux: enero de 2015                | - Navicat Cloud - Sincronizar conexiones - Sincronizar consultas - Sincronizar modelos - Sincronizar grupos virtuales |